# Franz Gabl
Franz Xaver Gabl (ur. 29 grudnia 1921 w Sankt Anton am Arlberg, zm. 23 stycznia 2014 w Bellingham) – austriacki narciarz alpejski i skoczek narciarski, srebrny medalista olimpijski i mistrzostw świata w narciarstwie alpejskim.

## Przebieg kariery
Karierę sportową zaczął od skoków narciarskich. W 1935 został młodzieżowym mistrzem Tyrolu, a rok później młodzieżowym mistrzem Austrii w skokach narciarskich. Podczas II wojny światowej był żołnierzem Wehrmachtu, kilkakrotnie ranny, dostał się także do niewoli radzieckiej.
Po zakończeniu wojny wrócił do sportu, jednak porzucił skoki na rzecz narciarstwa alpejskiego. W 1947 wygrał krajowe zawody w Seefeld in Tirol i zapewnił sobie miejsce w kadrze Austrii na igrzyska olimpijskie w Sankt Moritz w 1948. Wystąpił tam tylko w jednej konkurencji, biegu zjazdowym i zdobył srebrny medal. W zawodach tych wyprzedził go jedynie Henri Oreiller, a trzecie miejsce zajęli ex aequo Karl Molitor i Rolf Olinger. Na rozgrywanych dwa lata później mistrzostwach świata w Lake Placid jego najlepszym wynikiem było dziewiąte miejsce w slalomie. W 1950 zakończył karierę sportową i osiadł w Stanach Zjednoczonych, gdzie pracował w firmie produkującej sprzęt narciarski. Zmarł 23 stycznia 2014 w Bellingham, w stanie Waszyngton.
Jego starszy brat Josef oraz bratanica Gertrud Gabl również uprawiali narciarstwo alpejskie.

## Osiągnięcia

### Igrzyska olimpijskie
| Miejsce | Dzień    | Rok  | Miejscowość  | Konkurencja | Czas biegu | Strata | Zwycięzca      |
| ------- | -------- | ---- | ------------ | ----------- | ---------- | ------ | -------------- |
| 2.      | 2 lutego | 1948 | Sankt Moritz | Zjazd       | 2:55,0 min | +4,1 s | Henri Oreiller |

### Mistrzostwa świata
| Miejsce | Dzień     | Rok  | Miejscowość  | Konkurencja | Czas biegu | Strata | Zwycięzca         |
| ------- | --------- | ---- | ------------ | ----------- | ---------- | ------ | ----------------- |
| 2.      | 2 lutego  | 1948 | Sankt Moritz | Zjazd       | 2:55,0 min | +4,1 s | Henri Oreiller    |
| 36.     | 14 lutego | 1950 | Lake Placid  | Gigant      | 1:54,4 min | ?      | Zeno Colò         |
| 9.      | 16 lutego | 1950 | Lake Placid  | Slalom      | 2:06,4 min | ?      | Georges Schneider |
| 11.     | 18 lutego | 1950 | Lake Placid  | Zjazd       | 2:34,4 min | ?      | Zeno Colò         |